# District de Hunjiang
Le district de Hunjiang (浑江区) est une subdivision administrative de la province du Jilin en Chine. Il est placé sous la juridiction de la ville-préfecture de Baishan dont il est le chef-lieu. Jusqu'au 22 février 2010, il portait le nom de district de Badaojiang (八道江区).